# مورتيمر ديفيس
مورتيمر ديفيس هو شخصية أعمال كندي، ولد في 6 فبراير 1866 في مونتريال في كندا، وتوفي في 22 مارس 1928 في كان في فرنسا.